# Fairborn
Fairborn és una ciutat dels Estats Units a l'estat d'Ohio. Segons el cens del 2000 tenia 32.052 habitants.

## Demografia
Segons el cens del 2000, Fairborn tenia 32.052 habitants, 13.615 habitatges, i 8.019 famílies. La densitat de població era de 947,6 habitants/km².
Dels 13.615 habitatges en un 26,7% hi vivien nens de menys de 18 anys, en un 42,8% hi vivien parelles casades, en un 12,4% dones solteres, i en un 41,1% no eren unitats familiars. En el 31% dels habitatges hi vivien persones soles el 8,3% de les quals corresponia a persones de 65 anys o més que vivien soles. El nombre mitjà de persones vivint en cada habitatge era de 2,28 i el nombre mitjà de persones que vivien en cada família era de 2,86.
Per edats la població es repartia de la següent manera: un 21% tenia menys de 18 anys, un 18,4% entre 18 i 24, un 29,3% entre 25 i 44, un 19,7% de 45 a 60 i un 11,6% 65 anys o més.
L'edat mediana era de 31 anys. Per cada 100 dones de 18 o més anys hi havia 91,7 homes.
La renda mediana per habitatge era de 36.889 $ i la renda mediana per família de 44.608 $. Els homes tenien una renda mediana de 34.853 $ mentre que les dones 25.353 $. La renda per capita de la població era de 18.662 $. Aproximadament el 8,9% de les famílies i el 14,1% de la població estaven per davall del llindar de pobresa.

## Poblacions properes
El següent diagrama mostra les poblacions més properes.